# Clanes en Asia Central

Mapa político de Asia Central, 2008.

Clanes en Asia Central son redes políticas basadas en lealtades regionales y tribales. Los clanes a menudo controlan ciertos departamentos del gobierno, aunque existe una fluidez entre la lealtad al clan y la pertenencia a agencias gubernamentales. La gente de Asia Central se identificaba a sí misma por sus clanes antes de la expansión rusa en el siglo XIX. Después de la caída de la URSS, los acuerdos informales entre los clanes fueron el único medio para estabilizar las nuevas repúblicas. La identidad étnica no entró en juego sino hasta la década de 1980 durante la glásnost. La influencia de los clanes en la historia contemporánea de Asia Central se deriva de la enorme importancia que los mismos han tenido en el pasado. Los estados más débiles de Asia Central han confiado en la importancia social de los clanes para asegurar su propia legitimidad a través de pactos y acuerdos informales. Estos pactos garantizan que los clanes tengan acceso informal al poder y a los recursos y han permitido que los clanes se conviertan en actores centrales de la política postsoviética.

## Historia
Mientras que el colonialismo zarista había dejado en paz a los clanes de Asia Central, Lenin declaró en 1918 que los bolcheviques modernizarían la región y convertirían a sus pueblos en «naciones soviéticas». Pero la vasta burocracia comunista del partido-estado soviético a menudo no proporcionaba los bienes sociales y económicos que prometía, y las identidades forjadas por la Unión Soviética —ya sean etnonaturales o comunistas— únicamente derribaban las raíces más superficiales en Asia Central. Irónicamente, las instituciones soviéticas diseñadas para destruir clanes terminaron haciéndolos más fuertes. Las políticas de colectivización y nacionalidades de las décadas de 1920 y 1930 tenían por objeto modernizar los clanes, convirtiéndolos en súbditos soviéticos sedentarios y abrumando a las viejas afiliaciones de clanes con nuevas y más amplias identidades «nacionales» como la kirguisa, la turcomana o la kazaja. Sin embargo, los miembros del clan se adaptaron y sobrevivieron. También aprendieron a utilizar las políticas soviéticas de acción afirmativa para las nacionalidades titulares como canales para promover a los parientes dentro del sistema soviético. Durante las tres décadas de Nikita Jruschov y Leonid Brézhnev, además, Moscú intervino relativamente poco en la política republicana de Asia Central, y tanto los clanes más grandes como los más pequeños pudieron mantener sus redes con recursos del estado soviético.
Después de la muerte de Brezhnev en 1982, el declive del régimen soviético trajo nueva inestabilidad a Asia Central. De 1984 a 1988, Moscú llevó a cabo purgas masivas de los clanes dominantes en Uzbekistán y Kirguistán. Mijaíl Gorbachov instaló un gran cuadro étnicamente ruso de Moscú en la mayoría de los mandos de poder económico y político. En total, sus esfuerzos para sacudir el sistema tradicional de poder resultaron en el encarcelamiento de unos 30.000 líderes de Asia Central. Pero la tendencia más profunda desatada por la perestroika de Gorbachov erosionó el poder del partido-estado. Los clanes se reafirmaron, aprovechando la oportunidad para coordinar contra Moscú y demostrar que ya no permanecerían callados bajo su pesada mano. En Kirguistán y Uzbekistán, las élites de los clanes negociaron pactos informales para reclamar el poder. Utilizaron los disturbios étnicos y los de 1989-1990 para deslegitimar a los designados de Gorbachov y presentar sus propios candidatos para el alto cargo de primer secretario de la república, que en pocas palabras es la forma en que tanto Askar Akáyev como Islom Karimov llegaron al poder por primera vez.

## Identidad de clan
El clan es una red de identidad informal basada en lazos de parentesco y es común en las sociedades semimodernas. En estas sociedades, las identidades integradas en redes informales como los clanes son más fuertes que las identidades etnonacionales y religiosas institucionalizadas formalmente. Cuando las redes de clanes son actores sociales poderosos, disuaden los conflictos étnicos o religiosos y fomentan la estabilidad social. Además, cuando los clanes son actores sociales tan poderosos, también desempeñan un papel en las políticas de transición, negociación y conflicto a nivel de las élites. A diferencia de clientelismo, los clanes son redes enteras o redes de relaciones, horizontales y verticales, que permanecen atadas por lazos de identidad a medida que aumenta y disminuye la necesidad económica del clientelismo. Aunque a menudo con base regional, ya que el localismo ayuda a mantener los vínculos, los clanes dependen de la relación genealógica o de parentesco, que reemplaza a la migración, el idioma o la religión.
Los clanes incluyen miembros de élite y no élite, en diferentes niveles de la sociedad y del Estado. Las élites de los clanes son las que tienen poder, y a menudo dinero, y que por nacimiento y logros tienen estatus y prominencia dentro del clan. Las élites de los clanes pueden ser gobernadores regionales y presidentes de las kolkhoz, si el clan es poderoso, o simplemente ancianos de la aldea en un clan menos poderoso. En cualquier caso, las élites están vinculadas normativa y racionalmente al bienestar de su red. Proporcionan oportunidades políticas, sociales y económicas a su clan y confían en su lealtad y respeto para mantener su estatus. Los lazos particulares y las interacciones repetidas que caracterizan a los clanes crean confianza y un sentido de reciprocidad, permitiendo a las personas involucradas hacer contratos que se extienden a lo largo del tiempo. Estos lazos de los clanes reducen los altos costos de transacción de hacer tratos en un ambiente donde las instituciones impersonales son débiles o están ausentes y las expectativas estables son difíciles de formar. De hecho, los clanes sirven como una alternativa a las instituciones formales de mercado y a las burocracias oficiales.
Según los académicos, el tamaño de los clanes puede variar entre 2.000 y 20.000 individuos por grupo. Mientras que el consejo de ancianos todavía gobierna el clan en las zonas rurales, en los entornos urbanos este último está flanqueado por la élite. La élite necesita el apoyo de su red para mantener su estatus, proteger a su grupo y obtener ganancias dentro del sistema político y económico. Los no élite necesitan a los miembros más antiguos del clan para encontrar trabajo, tener acceso a instituciones escolásticas, hacer negocios en el bazar, obtener un préstamo o adquirir bienes.
Datos de tres países de Asia Central -Uzbekistán, Kirguistán y Tayikistán- sugieren que la identidad de clan es más prominente que la etnonacionalidad y la religión y es la variable crítica para entender la estabilidad y el conflicto.

## Uzbekistán

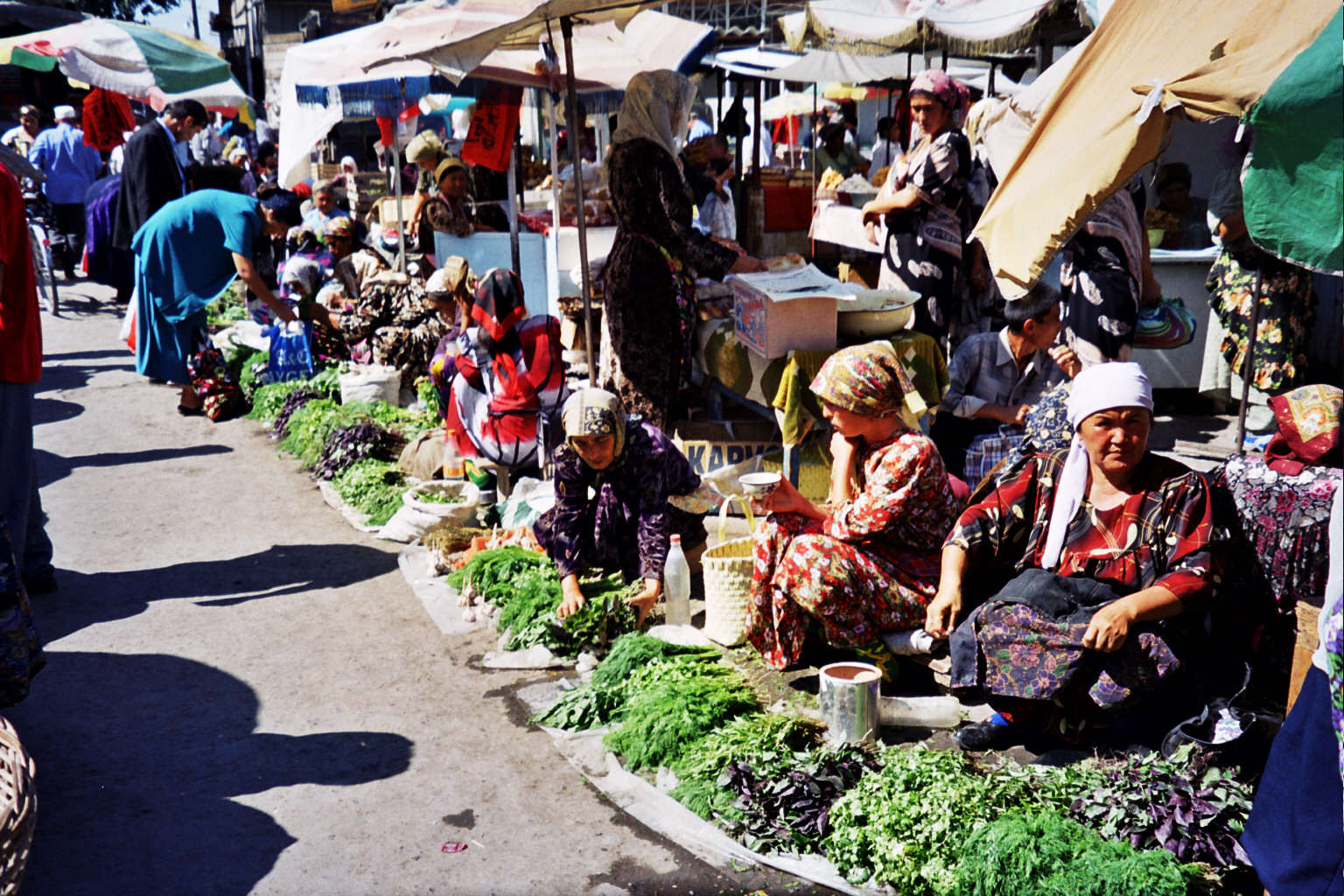
Mercado de verduras en Marg‘ilon, de la Provincia de Ferganá.

Los uzbekos a menudo asocian el klan con la mafia y, por lo tanto, son reacios a referirse a su red local como un clan. Los uzbekos hablan de su vara (el término ruso menos cargado), urug o avlod. Consideran que no únicamente su aldea, en la que la mayoría de los habitantes están relacionados de alguna manera por la sangre o el parentesco político, sino por lo general varias aldeas vecinas, vinculadas por alianzas matrimoniales, forman parte de ese clan.
El clan más poderoso de Uzbekistán es el de Samarcanda, que tradicionalmente ha controlado el Ministerio del Interior; el presidente uzbeko Islom Karimov era miembro del clan de Samarcanda, que tiene su base en Samarcanda, Bujará, Djizaks y Navoi, y está aliado con el clan más débil de djizaks. El clan Taskent, que controla el Servicio de Seguridad Nacional (SNB), está aliado con el clan Fergana (a veces considerado el mismo clan), y el clan Khorezm, que tiene su base en Corasmia y Karakalpakistan del Sur. El clan Taskent tiene su base en Taskent y en Ferganá, Andiyán y Namangan a través de su alianza.

## Kirguistán

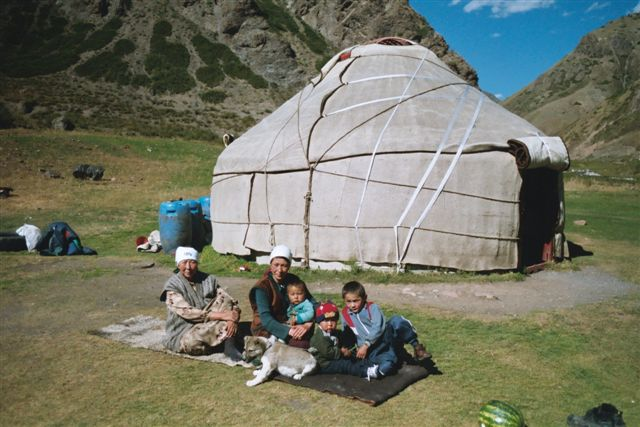
Un grupo familiar de la etnia Kirguís de Kirguistán.

Los kirguís generalmente se refieren a su tribu o clan histórico. Los kirguís usan la palabra tradicional avlod, así como el término ruso rod o klan. Ambos se refieren al nombre de un clan, que define su red de parentesco, ubicada en una aldea o grupo de aldeas y colectivos. Además de la sangre, los habitantes están limitados por lazos matrimoniales extensos y, por lo tanto, son miembros ficticios del mismo clan.
Hay tres «ramas», o grupos de clanes, que controlan el Gobierno de Kirguistán: el Ong o «derecha», el Sol o «izquierda», y el Ichkilik. 
- Hay siete clanes en Sol, que tienen su base en el norte y el oeste de Kirguistán, incluyendo el clan Sarybagysh, y el clan Buguu que controlaba la República Socialista Soviética de Kirguistán hasta la Gran Purga de la década de 1930. Los líderes políticos kirguís proceden del clan Sarybagysh desde el gobierno de Iósif Stalin. En 1990, el clan utilizó su influencia para asegurar que Askar Akáyev se convirtiera en el secretario del Partido Comunista de Kirguistán en lugar del sureño Absamat Masaliyev. Hasta la Revolución de los Tulipanes de 2005, el clan Sarybagysh tenía el control de los ministerios de finanzas, asuntos internos, asuntos exteriores, seguridad del estado y el personal presidencial.
- El grupo Ong está formado por un clan, el adiguino, con sede en el sur.
- El Ichkilik es también una agrupación del sur, pero tiene miembros kirguís no étnicos.

## Tayikistán

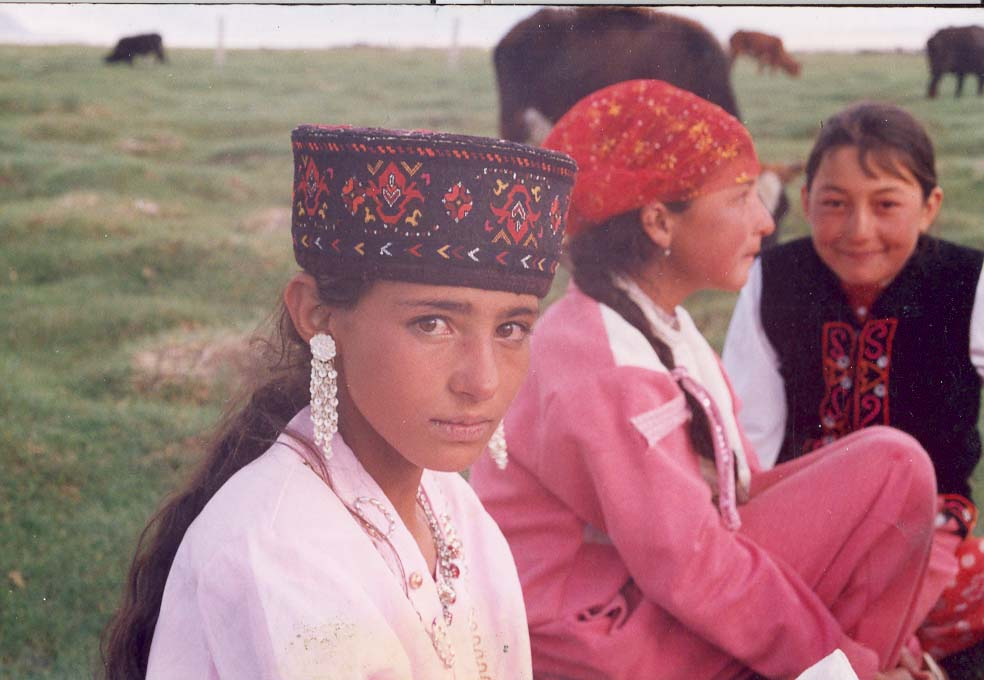
Jóvenes pamiri en Tayikistán.

Faltan datos detallados sobre la identidad del clan en Tayikistán. Sin embargo, los tayikos también usan el término klan. El régimen tayiko ha denunciado públicamente la influencia política de los clanes. Sin embargo, las divisiones de clanes aparecen frecuentemente en los niveles regional y subregional, donde el régimen soviético trasplantó aldeas completas de los clanes garmi, pamiri y 
badakhshani al sur-centro de Tayikistán en los años cincuenta y sesenta. Tayikistán fue arrastrado a una sangrienta guerra civil tayika por el fracaso de un pacto entre los clanes. Otro pacto puso fin al conflicto y, con el apoyo de Rusia, el país ha podido establecer un nuevo orden. Un clan minoritario actualmente tiene el poder pero depende completamente del apoyo ruso.

## Kazajistán

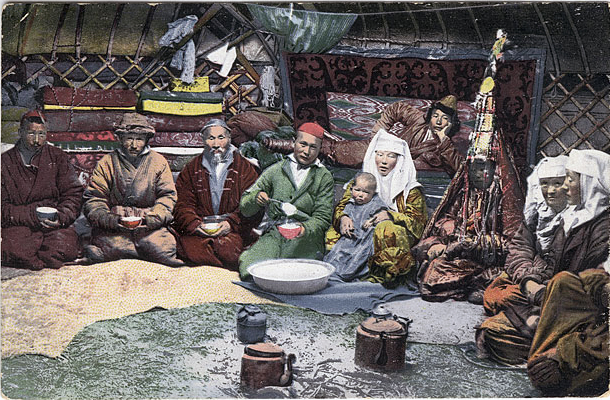
Kazajos dentro de una yurta, 1911/1914.

Los clanes principales del pueblo kazajo se dividen en tres jüz : el jüz menor, el jüz mediano y el juz mayor. Los miembros del juz menor descienden de los nogayos que vivían en el oeste de Kazajistán. El clan perteneciente al jüz mediano lo constituían nómadas que residían en los territorios del este de la antigua Horda de Oro, en el centro, norte y este de Kazajistán. El jüz mayor, agrupa a los pueblos kazajos y las tribus que vivían en los territorios de Semirechie. Sus representantes eran famosos por su capacidad para gobernar y unificar a todos los demás clanes nómadas en un país. Un representante del clan juz mayor de la élite gobernante de Kazajistán, es el presidente Nursultán Nazarbáyev, que presentó el día 19 de marzo de 2019 su renuncia al cargo que ejerció por casi 30 años. La presidencia fue ocupada por el presidente del Senado, Kasim-Yomart Tokaev, hasta las elecciones programadas para 2020, donde fue reelecto este último.

## Política de clanes y conflictos
Desde 1991, los propios centroasiáticos se han preocupado repetidamente en voz alta por la corrupción y la desestabilización sembrada por la klannovaya politika («política de clanes»). En los estados más débiles de Asia Central, un clan asume una importancia política cada vez mayor porque las burocracias no pueden satisfacer adecuadamente las necesidades de la sociedad y las instituciones formales carecen de legitimación. Después de la caída de la URSS, los acuerdos informales entre los clanes fueron el único medio para estabilizar las nuevas repúblicas. Aparte de la eventual presencia de amenazas externas que podrían llevar a los grupos aislados a colaborar entre sí y de un cierto equilibrio entre los clanes más importantes, la condición esencial que permitiría la creación de tales acuerdos informales era la identificación de un líder capaz de mediar en los intereses de todos los clanes. Una vez que entran en vigor, los acuerdos entre clanes aseguran la durabilidad del Estado mientras éste proteja los intereses del clan.
En una situación de gran incertidumbre económica, los clanes se convierten en fuertes competidores del estado y, al ser más eficientes en la satisfacción de las necesidades de sus miembros, los clanes se vuelven más poderosos e influyentes que las instituciones del estado. Para satisfacer todas las solicitudes de sus afiliados, deben restar una cantidad cada vez mayor de recursos del estado. Actuando informalmente, los clanes en competencia dividirán las oficinas y los recursos del estado central entre sí. El resultado es un régimen que podría llamarse mejor hegemonía del clan. Si bien un régimen de este tipo difícilmente será una democracia, tampoco será un orden político clásicamente autoritario. Actualmente los clanes-élites seleccionan al presidente —los cinco Estados de Asia Central son todos repúblicas presidenciales—, que debe ser un defensor de los intereses de los clanes. Estos clanes-élites pueden ser gobernadores regionales y presidentes de koljós (granjas colectivas), o simplemente ancianos de las aldeas. Casi todos los poderes están concentrados en manos del presidente o de sus allegados. De esta manera, a través de la figura presidencial, la élite puede controlar la mayor parte de los recursos naturales y activos del país y tiene la posibilidad de determinar las políticas estatales.